# Aamir Ghaffar
Aamir Ghaffar (nacido el 18 de agosto de 1979 en Peshawar) es un jugador de bádminton de Inglaterra.

Ganó el Campeonato nacional de bádminton de Inglaterra en 2004 y 2005.
En el Campeonato del Mundo de 2005 en Anaheim perdió en segunda ronda contra el subcampeón olímpico Shon Seung Mo.
En 2006, en los Juegos de la Commonwealth, fue miembro del equipo que logró la medalla de plata y fue cuarto en individual masculino.